# Wenzel von Wurm
Wenzel Freiherr von Wurm (Karolinenthal, 27. veljače 1859. – Beč, 21. ožujka 1921.) je bio austrougarski general i vojni zapovjednik. Tijekom Prvog svjetskog rata zapovijedao je XVI. korpusom i Sočanskom armijom na Balkanskom i Talijanskom bojištu. 

## Vojna karijera
Wenzel von Wurm je rođen 27. veljače 1859. u Karolinenthalu u vojničkoj obitelji. Nakon završetka Tehničke vojne škole u Beču koju završava s odličnim uspjehom i pohvalama, od 1879. godine s činom poručnika služi u 1. inženjerijskoj pukovniji. Od 1883. pohađa Vojnu akademiju u Beču, te po završetku iste, od 1885. godine, služi u stožerima najprije 58. pješačke brigade, te potom 24. pješačke brigade. U svibnju 1886. sklapa brak s Irenom Mezner s kojom je imao dvije kćeri od kojih je jedna umrla nakon rođenja. Njegova prva supruga je preminula 1895., nakon čega je 1899. kao udovac sklopio drugi brak s Mariom Natieskom s kojom je imao još jednu kćer.
U svibnju 1893. unaprijeđen je u satnika, te služi u 75. pješačkoj pukovniji. U studenom 1894. promaknut je u čin bojnika, te postaje načelnikom stožera 14. pješačka divizije smještene u Pressburgu. Od ožujka 1895. služi u ministarstvu rata, nakon čega je u svibnju 1897. premješten na službu u 76. pješačku pukovniju. U travnju 1900. postaje načelnikom stožera V. korpusa sa sjedištem u Pressburgu, dok je u studenom te iste godine promaknut u čin pukovnika. U studenom 1906. unaprijeđen je u general bojnika, te postaje zapovjednikom 37. pješačke brigade koju dužnost obnaša do veljače 1910. kada postaje zapovjednikom 19. pješačke divizije. U studenom te iste godine promaknut je u čin podmaršala. Dužnost zapovjednika 19. pješačke divizije obnaša do veljače 1914. kada dobiva zapovjedništvo nad XVI. korpusom smještenim u Dubrovniku na čijem čelu dočekuje i početak Prvog svjetskog rata.

## Prvi svjetski rat
Na početku Prvog svjetskog rata Wurm je 1. kolovoza 1914. promaknut u čin generala topništva. Njegov XVI. korpus kojim je zapovijedao nalazio se u sastavu 6. armije kojom je na Balkanskom bojištu zapovijedao Oskar Potiorek. U prvoj invaziji na Srbiju njegove jedinice prodiru u Sandžak, dok u drugoj prelaze Drinu i zauzimaju strateški važnu Jagodnju koju zadržavaju i nakon jakih srpskih protunapada. U trećoj invaziji na Srbiju Wurmov XVI. korpus zauzima Valjevo, ali je nakon poraza u Kolubarskoj bitci prisiljen, kao i cjelokupna austrougarska vojska, na ponižavajuće povlačenje natrag preko Drine.
Nakon ulaska Italije u rat na strani Antante, Wurm je sa XVI. korpusom premješten na Talijansko bojište u sastav 5. armije kojom je zapovijedao Svetozar Borojević. Wurm zauzima položaje oko Gorice i duž Soče, te uspijeva odbiti početne talijanske napade i spriječiti njihov prodor u Austro-Ugarsku. U kolovozu 1917. promaknut je u general pukovnika, te mu je dodijeljen plemićki naslov baruna. Taj mjesec postaje i zapovjednikom novoformirane 1. sočanske armije s kojom sudjeluje u proboju kod Kobarida u kojem njegova armija prelazi Soču i prodire do Piave. U siječnju 1918. postaje zapovjednikom Sočanske armije koja je nastala spajanjem 1. i 2. sočanske armije.
U lipnju 1918. Wurm na čelu Sočanske armije sudjeluje u Bitci na Piavi. U navedenoj bitci jedinice Sočanske armije, a posebice XXIII. korpus, uspjele su prijeći na zapadnu obalu Piave, te uspostaviti mostobrane, ali su se zbog loše opskrbe i morala trupa, kao i nabujale Piave koja je uništila pontonske mostove, morale povući. Na kraju rata, u listopadu 1918., Wurm sa Sočanskom armijom sudjeluje u Bitci kod Vittoria Veneta u kojoj je austrougarska vojska pretrpjela konačni poraz na Talijanskom bojištu.

## Poslije rata
Nakon završetka rata Wurm je s 1. siječnjem 1919. umirovljen. Živio je u Beču gdje je i preminuo 21. ožujka 1921. godine u 62. godini života.

## Vanjske poveznice
(eng.) Wenzel von Wurm na stranici Austro-Hungarian-Army.co.uk

(eng.) Wenzel von Wurm na stranici Oocities.org

(njem.) Wenzel von Wurm na stranici Weltkriege.at